# Filippo Boncompagni
Filippo Boncompagni (ur. 7 września 1548 w Bolonii, zm. 9 czerwca 1586 w Rzymie) – włoski kardynał.

## Życiorys
Urodził się w Bolonii i studiował prawo na miejscowym uniwersytecie. Był bratankiem papieża Grzegorza XIII, który w 1572 mianował go kardynałem prezbiterem San Sisto i superintendentem generalnym Stolicy Apostolskiej. Wielki penitencjariusz (1579–86) i prefekt Św. Kongregacji Soboru Trydenckiego (1580–86). Uczestniczył w konklawe 1585, na którym przewodził grupie kardynałów nominowanych przez swojego wuja. Nowy papież Sykstus V zdymisjonował go ze stanowiska superintendenta generalnego, powierzając ją swojemu krewnemu Alessandro Peretti de Montalto. Zmarł w Rzymie i został pochowany w bazylice Santa Maria Maggiore, której był archiprezbiterem od 1581 roku.